# Goswinthe
Goswinthe, Goïswinthe, Goesintha, Goiswintha, Godiswinthe, Godiswintha ou Go(n)suinthe, née vers 530, morte en 589, est une reine wisigothe d'Espagne de la seconde moitié du VIe siècle, épouse du roi Athanagild (554-567), puis du roi Léovigild (568-586). Elle est également la mère de la princesse Brunehaut, plus connue comme la reine d'Austrasie Brunehaut. 

## Biographie
Goswinthe épouse d'abord à une date inconnue, mais avant 555, le futur roi Athanagild ; de ce mariage naissent Galswinthe, qui épousera vers 566 le roi franc Chilpéric, et Brunehaut, qui épousera vers 567 un autre roi franc, Sigebert.
Après la mort d'Athanagild en 567, elle épouse l'un de ses successeurs, Léovigild, qui a déjà deux fils de son premier mariage. Celui-ci est aussi partisan d'une forme de christianisme appelée l'arianisme ; en 585, il fera exécuter son fils aîné Herménégild, qui s'était converti au catholicisme et révolté contre son père.
Par zèle pour la foi arienne ou par jalousie pour une bru qui prenait trop d'influence à la Cour, Goswinthe rendit la vie insupportable à l'épouse de son beau-fils Herménégild, Ingonde, une princesse franque, catholique fervente, qui était, en tant que fille de Brunehaut, également sa petite-fille. Goswinthe alla jusqu'à la maltraiter physiquement et le palais royal de Tolède retentissait des scènes de famille les plus pénibles : « cette vieille harpie saisissant la jeune femme par les cheveux, la jetait à terre, l'injuriait, la bourrait de coups de pied, et, la voyant en sang, la faisait déshabiller et la jetait dans une piscine, pour la faire baptiser à la méthode arienne ».
Elle prend une part importante dans la persécution des catholiques du royaume wisigoth ; le chroniqueur espagnol d'origine wisigothe Jean de Biclar dira que l'acariâtre Goswinthe  fut l'ennemie permanente des catholiques (catholicis semper infesta). De plus, elle aiguise le conflit entre Léovigild et Herménégild après la conversion de ce dernier au catholicisme (vers 580).
Au début du règne de Récarède, second fils et successeur de Léovigild, Goswinthe complote contre son beau-fils lorsqu'il prend la décision de renier l'arianisme et de se convertir au catholicisme (587). Selon Jean de Biclar, « elle simula la conversion, mais dès l'année 588 rejeta le masque et complota avec l'évêque arien Uldila ». Elle est arrêtée et jugée mais meurt au cours de son procès. Selon Maxime de Saragosse, elle fut exécutée par pendaison.

## Citations de Grégoire de Tours
Grégoire de Tours évoque Goswinthe dans le 5e Livre de ses « Histoires » :
« Il y eut cette année en Espagne une grande persécution des Chrétiens ; plusieurs furent envoyés en exil, privés de leurs biens, épuisés par la faim, enfermés dans les prisons, battus de verges et mis à mort par divers supplices. Ces crimes étaient dirigés surtout par Goisuintha, que le roi Léovigild avait épousée après la mort d’Athanagild. Mais la vengeance divine, sur ceux qui avaient infligé ces humiliations aux serviteurs de Dieu, se manifesta aux yeux de tous les peuples ; car un nuage blanc se répandit sur un des yeux de Goisuintha, et priva ses paupières de la lumière qui manquait à son esprit… ».
Il l'accuse aussi d'avoir tué sa petite fille, Ingonde après avoir voulu la convertir à la religion arienne ;
« Ingonde, fille du roi Sigebert, avait été conduite en Espagne avec un grand appareil, et reçue très joyeusement par son aïeule Gonsuinthe. Mais celle-ci ne souffrit pas longtemps qu’elle demeurât dans la religion catholique, et commença, par de douces paroles, à vouloir lui persuader de se faire baptiser dans l’église arienne ; mais elle, s’y refusant avec un mâle courage, commença à dire : Il me suffit d’avoir été lavée une fois du péché originel par un baptême salutaire, et d’avoir confessé la sainte Trinité, égale à un seul Dieu. Je déclare que j’y crois de tout mon cœur, et jamais je ne renoncerai à ma foi. À ces paroles, Gonsuinthe, enflammée d’une colère furieuse, prit la jeune fille par les cheveux, et l’ayant jetée à terre, la foula longtemps sous ses pieds, et, couverte de sang, ordonna qu’elle fût dépouillée et plongée dans la piscine ; mais beaucoup assurent que son esprit ne s’est jamais détaché de notre foi ».

## Sources
- Grégoire de Tours, Histoire des Francs.
- Jean de Biclar, Chronique.